# Der weiße Schrecken
Der weiße Schrecken ist ein kurzer, deutscher Sensations- und Abenteuerstummfilm von Harry Piel aus dem Jahre 1917.

## Handlung
Die junge Ingrid hat sich einen Ruf als Schlangentänzerin geschaffen. Eines Tages verliebt sie sich in den Forschungsreisenden Hjalmar. Dies gefällt ihrem Impresario John aber ganz und gar nicht. Er ist rasend eifersüchtig und scheut vor keinem miesen Trick zurück, um die beiden Liebenden wieder auseinanderzubringen. Im Varietétheater, wo Ingrid mit ihren gefährlichen Tieren auftritt, provoziert er einen riskanten Zwischenfall, der gerade noch glimpflich ausgeht.
Inzwischen ist Hjalmar zu einem Kongress der geographischen Gesellschaft abgereist. Hier beauftragt man ihn mit einer Expedition ins Polarmeer. Während der Forschungsreisende letzte Vorbereitungen trifft, veranlasst John, dass eine von Ingrids Giftschlangen in Hjalmars Haus geschmuggelt wird. Als Hjalmar vom Kongress zurückkehrt, wird er im letzten Augenblick von Ingrid vor einem möglichen Anschlag gewarnt. Ihr ist der Verlust einer ihrer Schlangen natürlich aufgefallen. Als John wütend feststellen muss, dass sein hinterhältiger Anschlag gescheitert ist, stürzt er sich in einem Zornesausbruch auf Hjalmar. Dabei wird er aber von eben jener Schlange gebissen, die eigentlich Hjalmar töten sollte, und stirbt.
Ingrid will von den Ereignissen der letzten Tage Abstand gewinnen und bittet Hjalmar, sie auf seine anstehende Expedition mitzunehmen. Doch auf der Polarexpedition kommt es zu einem dramatischen Zwischenfall, Hjalmar und Ingrid können sich als einzige Überlebende in einer Höhle inmitten der Eiswelt retten. Bald droht der Proviant auszugehen, die beiden Liebenden können jetzt nur noch auf die von ihnen initiierte Flaschenpost hoffen. Bald sind sie halb erfroren und ausgemergelt, da macht sich ein Rettungstrupp auf die Suche nach ihnen.

## Produktionsnotizen
Der weiße Schrecken entstand im März 1917 im Union-Atelier von Berlin-Tempelhof sowie in Berlin und Umgebung (Außenaufnahmen). Weitere Aufnahmen entstanden im Tierpark Hagenbeck in Hamburg. Die Bauten entwarf Ernst Lubitschs langjähriger Filmarchitekt Kurt Richter.
Er hatte eine Länge von vier Akten auf 1096 Metern, ca. 53 Minuten. Nach der Zensurprüfung und einer Kürzung um drei Meter erhielt der Film Jugendverbot (Nr. 41264). Die Reichsfilmzensur erneuerte das Jugendverbot am 19. September 1921 (Nr. 4264). Die Uraufführung von Der weiße Schrecken fand im Dezember 1917 statt.